# La chaqueta de cuero
"La chaqueta de cuero" (título original en inglés: "Full Leather Jacket") es el vigésimo primer episodio de la serie de HBO Los Soprano y el octavo de la segunda temporada de la serie. Fue escrito por Robin Green y Mitchell Burgess, dirigido por Allen Coulter y estrenado el 5 de marzo de 2000 en Estados Unidos.

## Protagonistas
- James Gandolfini como Tony Soprano.
- Lorraine Bracco como Dr. Jennifer Melfi
- Edie Falco como Carmela Soprano.
- Michael Imperioli como Christopher Moltisanti.
- Dominic Chianese como Corrado Soprano, Jr.
- Vincent Pastore como Pussy Bonpensiero. *
- Steven Van Zandt como Silvio Dante.
- Tony Sirico como Paulie Gualtieri.
- Robert Iler como Anthony Soprano, Jr.
- Jamie-Lynn Sigler como Meadow Soprano.
- Drea de Matteo como Adriana La Cerva.
- David Proval como Richie Aprile.
- Aida Turturro como Janice Soprano.
- y Nancy Marchand como Livia Soprano. *
- * = sólo mencionados

### Estrellas invitadas
| - Saundra Santiago como Jeannie Cusamano y Joan O'Connell. - Lillo Brancato, Jr. como Matt Bevilaqua. - Chris Tardio como Sean Gismonte. - Federico Castelluccio como Furio Giunta. - Paul Herman como Beansie Gaeta. - Steven R. Schirripa como "Bacala" Baccalieri. - Joseph Gannascoli como Vito Spatafore. - Vinnie Orofino como Bryan Spatafore. - Tom Aldredge como Hugh de Angelis. | - Susan Blackwell como Terapeuta. - Joseph Carino como Secretario. - Raymond Franza como Donny K. - Patty McCormack como Liz La Cerva. - Katalin Pota como Lilliana. - Marek Przystup como Stasiu. - Stelio Savante como Gaetano Giarizzo. - Suzanne Shepherd como Mary de Angelis. - Donna Smythe como Gia Gaeta. |

## Resumen del episodio
Matt Bevilaqua y Sean Gismonte continúan como trabajadores de Christopher Moltisanti, pero anhelan más influencia en la organización por lo que visitan, sin éxito, a Tony Soprano en el Bada Bing y a Richie Aprile. Por su parte, Christopher acude a casa de la madre de su novia, Adriana, para hacer las paces con ella, ya que se mudó allí tras discutir con Christopher. Este le regala un lujoso anillo y le pide que se case con él, pese a la firme oposición de la madre de Adriana. Sin embargo no fue obstáculo para que Adriana acepte encantada la proposición.
Mientras tanto, en casa de los Soprano, Carmela trata de solventar el problema de Meadow con la matriculación de la universidad. Tony se opone a que su hija se matricule en Universidad de California en Berkeley y le insta a que lo haga en la Universidad de Georgetown. Carmela, a escondidas, oculta una carta de aprobación de Berkeley mientras trata de convencer a su vecina, Jeannie Cusamano, para que hable con su hermana, Joan O'Connell, que trabaja como secretaria de exalumnos de Georgetown y es una persona influyente en esa universidad, y escriba una carta de recomendación para Meadow. Jeannie se muestra poco receptiva ante la idea, pero finalmente visita a su hermana, quien le dice que es imposible hacer la carta y asegura no querer "hijos de gángsteres en Georgetown". Jeannie le da las malas noticias a Carmela, que se presenta en la oficina de Joan con el expediente de Meadow y un pastel de ricota con piña, y exhorta a Joan a que estudie el expediente de Meadow. Poco más tarde, Jeannie va a casa de Carmela para decirle que Joan redactó y envió la carta de recomendación para Meadow. Carmela se lo agradece, le pide una copia de dicha carta y Jeannie asegura que se la conseguirá.
En la organización, Silvio Dante y Paulie Walnuts piden a Richie Aprile que construya una rampa para Beansie Gaeta y acondicione su casa con acceso para minusválidos, ya que Gaeta tiene amigos influyentes. Richie se niega pero, tras hacer una visita en el hospital a Gaeta, accede a enviar a su sobrino Vito Spatafore y otros trabajadores para acondicionar la casa. En una de las visitas de Junior a la casa de los Soprano, Tony coincide con Richie, que le pregunta si la idea de construir la rampa es suya. Tony se lo confirma y le pide que la construya. Antes de marcharse, Richie le regala a Tony una chaqueta de cuero propiedad de Rocco DiMeo —asesinado por Richie, que asegura que era el "tipo más duro del condado de Essex— como símbolo de amistad. Sin embargo, Tony la acepta poco entusiasmado y finalmente acaba regalándosela más tarde al marido de Liliana, la mujer de la limpieza de la casa de los Soprano.
Matt y Sean comienzan a perder los nervios, especialmente cuando Furio Giunta llega a su piso para recoger el dinero de Tony, 7.500 dólares más mil adicionales que pide el propio Furio. Los colaboradores de Christopher no aguantan más humillaciones y tienden una emboscada a éste en un párking público. Sean acribilla a Christopher con una pistola desde el coche, pero al intentar escapar queda atrapado con el cinturón de seguridad y Christopher consigue matarle pese a su grave estado. Matt huye despavorido y trata de buscar auxilio en Richie —quien anteriormente había mostrado su enfado con Christopher tras enterarse de que pegaba a su sobrina Adriana, la novia de Christopher—. Matt le asegura que lo mataron "como favor" a Richie, pero éste monta en cólera tras enterarse de lo sucedido.
El capítulo finaliza con Christopher ingresado en estado crítico en el hospital, todos los miembros de la familia junto al herido y Tony repitiéndose: "¿Cómo ha podido pasar?".

## Primeras apariciones
- Donald "Donny K" Kafranza: un soldado del equipo de Richie Aprile.
- Liz La Cerva: madre de Adriana La Cerva.

## Fallecidos
- Sean Gismonte: disparo en la cabeza en defensa propia por Christopher Moltisanti.

## Producción
Saundra Santiago interpreta en el episodio a las hermanas mellizas Jeannie Cusamano y Joannie O'Connell. El episodio, el más corto de la serie con 43 minutos de duración, a diferencia del resto, finaliza sin música. Sólo se escucha en los créditos finales el sonido del ventilador médico y la máquina del electrocardiograma.